# إدوارد فينكلمان
إدوارد فينكلمان (بالألمانية: Eduard Winkelmann) (و. 1838 – 1896 م) هو مختص في الدراسات القروسطية ‏، ومؤرخ، وأستاذ جامعي ألماني، ولد في غدانسك، وكان عضوًا في الأكاديمية البافارية للعلوم والعلوم الإنسانية، توفي في هايدلبرغ، عن عمر يناهز 58 عاماً.

## التعليم
تعلم في جامعة غوتينغن.